# International Women's Open 1996
L'International Women's Open 1996 è stato un torneo di tennis giocato sull'erba. 
È stata la 22ª edizione del torneo di Eastbourne, che fa parte della categoria Tier II nell'ambito del WTA Tour 1996. 
Si è giocato a Eastbourne in Inghilterra, dal 18 al 22 giugno 1996.

## Campionesse

### Singolare
Monica Seles ha battuto in finale  Mary Joe Fernández con il punteggio di 6–0, 6–2

### Doppio
Jana Novotná /  Arantxa Sánchez Vicario hanno battuto in finale  Rosalyn Nideffer /  Pam Shriver con il punteggio di 4–6, 7–5, 6–4